# 4509 Gorbatskij
A 4509 Gorbatskij (ideiglenes jelöléssel A917 SG) a Naprendszer kisbolygóövében található aszteroida. Szergej Ivanovics Beljavszkij fedezte fel 1917. szeptember 23-án.